# Stefan Peter
Stefan Dominik Peter (* 17. November 1964 in Mannheim) ist ein deutscher Journalist, Schwimmer und Olympiateilnehmer. Der 1,95 m große Athlet startete für den SV Nikar Heidelberg und dem EOSC Offenbach. Dort war er Teamkollege von Michael Groß.

## Leben
Stefan Dominik Peter studierte an der Freien Universität Berlin und schloss sein Studium als Diplom-Politologe ab. Während seiner Studienzeit studierte er ein Jahr in Australien (University of Queensland in Brisbane) und arbeitete bei der „The United Nations Economic and Social Commission for Asia and the Pacific“ in Bangkok (Pressestelle).
Dem folgten als berufliche Etappen: Fraktionsassistent Freie Wähler Offenbach, Landespressesprecher Freie Wähler Hessen, Chefredakteur REISEtipp (Auflage 400.000). Seit einem Berufsunfall 1998 ist Dominik Peter querschnittgelähmt.
Peter wurde zweimal Deutscher Meister über 100 m Rücken:
- 1982: 59,22 s
- 1983: 57,68 s

Ferner schwamm er über 30 deutsche Rekorde und gewann zwei internationale Medaillen als Mitglied der 4 × 100-m-Lagenstaffel:
- Weltmeisterschaften 1982 in Guayaquil: BRONZE in der deutschen Rekordzeit von 3:44,78 min hinter den USA (Gold in der Weltrekordzeit von 3:40,84 min) und der Sowjetunion (Silber in der Europarekordzeit von 3:42,86 min). Team: Stefan Peter, Gerald Mörken, Michael Groß und Andreas Schmidt.
- Europameisterschaften 1983 in Rom: SILBER in 3:44,79 min hinter der Sowjetunion (Gold in 3:43,99 min) und vor der DDR (Bronze in 3:45,54 min). Geschwommen wurde in derselben Besetzung wie ein Jahr zuvor in Guayaquil.

Im Jahr 1984 nahm Peter an den Olympischen Spielen in Los Angeles teil und erzielte folgende Ergebnisse:
- 100 m Rücken: Als Vorlauf-Neunter qualifizierte er sich für das B-Finale und belegte dort in 58,30 s Platz 3 (Gold ging an den Amerikaner Richard Carey in 55,79 s).
- 200 m Rücken: Er wurde Zwölfter der Vorläufe und war damit erneut für das B-Finale qualifiziert, wo er in 2:05,66 min auf Platz 5 kam. (Olympiasieger Richard Carey schwamm 2:00,23 min).
- 4 × 100 m Lagenstaffel[2]: Platz 4 in 3:44,26 min (1 Sekunde hinter den drittplatzierten Australiern), Team: Stefan Peter, Gerald Mörken, Michael Groß, Dirk Korthals, Andreas Behrend und Alexander Schowtka.

Seit 2001/2002 arbeitet er als freier Journalist mit unterschiedlichen Schwerpunkten (Behindertenpolitik, Tourismus). Seine Artikel sind unter anderem im STERN, BILD, Hamburger Abendblatt, Guter Rat, Frankfurter Allgemeine Zeitung, Clever reisen! oder Welt Am Sonntag erschienen. Zudem ist er Fernsehmoderator diverser Sendungen bei Alex Berlin. Dort moderierte er zunächst die TV-Sendung „Du hast das Wort“. Seit April 2022 moderiert er die Sendung "3M – Mitdenken, Mitreden, Mitentscheiden".
Zudem ist er seit Mai 2021 geschäftsführender Mitgesellschafter einer Grundstücksverwertungsgesellschaft in Mannheim.
Seit 2009 ist Peter sozial stark engagiert. Seit 2012 ist er im Vorstand des Paritätischen Wohlfahrtsverbands Landesverband Berlin und dort seit 2015 Stv. Vorsitzender. Im Mai 2022 wurde er zum Vorstandsvorsitzenden des Paritätischen Wohlfahrtsverband gewählt. Von 2013 bis 2022 war er Vorsitzender des Berliner Behindertenverbands und er ist Chefredakteur der Berliner Behindertenzeitung. Ferner gehört er diversen Gremien an, unter anderem dem Teilhabebeirat und dem Landesbeirat für Menschen mit Behinderung im Land Berlin.
2021 und 2022 war er Mitorganisator des 1. und 2. Berliner Behindertenparlaments. Beim 2. Berliner Behindertenparlaments gehörte er dem gewählten Präsidium an und führte gemeinsam mit Kollegen durch die Sitzung im Berliner Abgeordnetenhaus. Das 1. Berliner Behindertenparlament fand coronabedingt nur Online statt.
Auf Vorschlag der Berliner Abgeordnetenhausfraktion Die Linke, gehört er seit 2019 dem rbb-Rundfunkrat an.
2021 war er Wahlbotschafter der Berliner Landeszentrale für politische Bildung für die Wahl zum Abgeordnetenhaus.

## Auszeichnungen
- Für seine Erfolge im Schwimmen wurde er mit dem Silbernen Lorbeerblatt ausgezeichnet. Das Silberne Lorbeerblatt ist die höchste verliehene sportliche Auszeichnung in der Bundesrepublik Deutschland.
- Ferner wurde er mit dem Förderpreis der Verwertungsgesellschaft Bild-Kunst (www.bildkunst.de) für den Bildband "Die Welt im Sitzen" ausgezeichnet.